# Élisabeth-Pauline de Lauraguais
Élisabeth-Pauline de Lauraguais, geborene Élisabeth-Pauline de Gand (* 22. Oktober 1737; † 16. Februar 1794 in Paris) war eine belgisch-französische Adlige, die dem Terror der Französischen Revolution zum Opfer fiel.

## Leben
Élisabeth-Pauline de Gand war die Tochter von Alexandre de Gand-Vilain und Françoise de La Rochefoucauld. Ihr Onkel war der Marschall von Frankreich Louis de Gand de Mérode de Montmorency (1678–1767).
Am 11. Januar 1755 heiratete sie Louis-Léon de Brancas, der im gleichen Jahr von seinem Vater Louis II. de Brancas durch dessen Verzicht den Titel eines Duc de Lauraguais erhielt und im Jahr 1794 mit dem Tod seines Vaters den Titel eines Duc de Villars erbte. Aus der Ehe stammen zwei Töchter:
- Pauline-Louise-Antoinette-Candide-Félicité de Brancas, * 23. November 1755 Paris, † 10. August 1812 Paris; ⚭ 19. Januar 1773 Paris Ludwig Engelbert von Arenberg, * 3. August 1750 Brüssel, † 7. März 1820 Brüssel, Herzog von Arenberg (Haus Arenberg)
- Antoinette-Candide-Paule de Brancas, * 24. September 1756, † 1777, Nonne in der Abbaye-aux-Bois

## Schloss Arlay
1767 erbte sie das Château d’Arlay im gleichnamigen Ort im Département Jura.
Nach einem jahrzehntelangen Prozess hatte König Ludwig XV. einen Teil des Erbes von Philibert de Chalon, darunter die Burg Arlay, Louis de Gand zugesprochen, dem Onkel Élisabeth-Paulines. Da die Burg nur noch eine Ruine war, beschloss sie, ein neues Schloss zu bauen. Sie kauft die alten Gebäude eines Paulaner-Konvents, der sich nur wenige Schritte von der alten Burg entfernt befand und jetzt verlassen war. Zudem nutzte sie die Ruinen der alten Burg Nozeroy als Steinbruch.
Im Sommer und im Herbst empfing Élisabeth Pauline de Lauraguais die Herren, Bürgermeister und Schöffen, die ihrer Jurisdiktion unterstanden, in Arlay. König Friedrich II. von Preußen besuchte Arlay 1775.

## Der Terror
Seit René-François Dumas (genannt Dumas le Rouge) an der Spitze der Société des Amis de la Constitution von Lons-le-Saunier stand, betrat Elisabeth-Pauline Arlay nicht mehr: er war eine Person, die sie gut kannte, hatte sie doch seinerzeit seine Bewerbung als Verwalter der Burg abgelehnt.
Sie entschied daher, im Château d’Oignies im Département Pas-de-Calais, einem ihrer vielen Besitztümer, Zuflucht zu suchen.
Im Sommer 1793 wurde sie verhaftet. Kurz nach ihrer Festnahme zog René-François Dumas, der gerade zum Vizepräsidenten des Revolutionstribunals ernannt worden war, die Führung ihres Prozesses an sich und verhängte am 28. September 1793 dann selbst die Todesstrafe. Am 16. Februar 1794 (18. Pluviôse II) wurde sie auf der Place de la Concorde in Paris guillotiniert.